# Bronius Borisa
Bronius Borisa (* 1916 in Avižieniai, Wolost Leliūnai, jetzt Rajongemeinde Utena; † unbekannt) war ein sowjetlitauischer Politiker.

## Leben
1950 absolvierte Bronius Borisa das Studium an der Vytautas-Magnus-Universität und wurde Ingenieur der Mechanik. Von 1953 bis 1954 war er Stellvertreter des Ministers  der Lebensmittelindustrie von Sowjetlitauen. Von 1956 bis 1971 leitete er als Direktor die Vilniaus skaičiavimo mašinų gamykla (Vilnius Rechenmaschinenfabrik) und von 1971 bis 1976 war  er Stellvertreter des Direktors beim Industrieverband der Berechnungstechnik „Sigma“.

## Ehrung
- 1961: Verdienter Ingenieur Sowjetlitauens